# Station Sitges
Sitges is een station van de Rodalies Barcelona. Het is gelegen in de gemeente Sitges. Langs dit station rijdt lijn 2 Sud.

## Lijnen
| Eindbestemming         | Vorig station        | Lijn | Volgend station | Eindbestemming    |
| ---------------------- | -------------------- | ---- | --------------- | ----------------- |
| Sant Vicenç de Calders | Vilanova i la Geltrú |      | Garraf          | Granollers Centre |